# Octaèdre régulier
 (mai 2024).
Si vous disposez d'ouvrages ou d'articles de référence ou si vous connaissez des sites web de qualité traitant du thème abordé ici, merci de compléter l'article en donnant les références utiles à sa vérifiabilité et en les liant à la section « Notes et références ».
Un octaèdre régulier est un octaèdre convexe dont les 8 faces sont des triangles équilatéraux. Il possède 6 sommets et 12 arêtes. C'est un des 5 solides de Platon. C'est aussi un antiprisme triangulaire et une bipyramide carrée. Il possède une sphère circonscrite passant par ses 6 sommets et une sphère inscrite tangente à ses 8 faces.
Comme il a 3 sommets par face, et 4 faces par sommet, son symbole de Schläfli est {3, 4}.
L'octaèdre régulier peut être obtenu par rectification du tétraèdre régulier, c'est-à-dire en tronquant chaque sommet jusqu'à la moitié des arêtes.
Platon l'associait à l'élément naturel « air ».

## Grandeurs caractéristiques
Si a est la longueur d'une arête :
- la distance entre 2 sommets opposés est : {\displaystyle {\sqrt {2}}\,a} ;
- le rayon de sa sphère circonscrite est : {\displaystyle R={\frac {a}{\sqrt {2}}}} ;
- son angle dihédral est {\displaystyle \arccos \left(-{\frac {1}{3}}\right)\approx 109{,}47^{\circ }} ;
- le rayon de sa sphère inscrite est : {\displaystyle r={\frac {a}{\sqrt {6}}}} ;
- son aire est : {\displaystyle A=2{\sqrt {3}}_{,}a^{2}} ;
- son volume est : {\displaystyle V={\frac {\sqrt {2}}{3}}\,a^{3}} ;
- les 6 points de coordonnées cartésiennes {\displaystyle (\pm {\frac {a}{\sqrt {2}}},0,0)}, {\displaystyle (0,\pm {\frac {a}{\sqrt {2}}},0)} et {\displaystyle (0,0,\pm {\frac {a}{\sqrt {2}}})} sont les sommets d'un octaèdre régulier centré sur l'origine.

Patron de l'octaèdre régulier

Un octaèdre régulier s'obtient par intersection de deux tétraèdres réguliers.

## Dualité

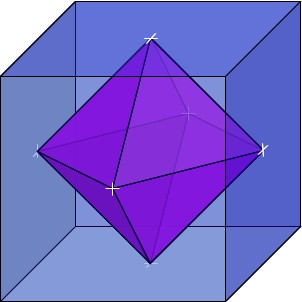
Octaèdre régulier inscrit dans un cube. Cette figure montre que ces deux polyèdres sont duaux l'un de l'autre.

L'octaèdre et le cube sont duaux l'un de l'autre, c'est-à-dire que le polyèdre ayant pour sommets les centres des faces d'un octaèdre régulier est un cube, et réciproquement le polyèdre ayant pour sommets les centres des faces d'un cube est un octaèdre régulier.

## Graphe

Graphe de l'octaèdre régulier

Le squelette de l'octaèdre régulier, c'est-à-dire l'ensemble de ses sommets reliés par ses arêtes, forme un graphe appelé graphe octaédrique.

## Exemples

### Dans les jeux
L'octaèdre régulier est utilisé comme dé à jouer, particulièrement dans les jeux de rôle.

### En cristallographie
Certains cristaux comme la fluorine forment un octaèdre régulier.

### En chimie
Certaines molécules peuvent avoir une géométrie moléculaire octaédrique.

## Généralisation
L'hyperoctaèdre, ou n-octaèdre, est la généralisation de l'octaèdre en n dimensions.
L'hyperoctaèdre est, avec son dual l'hypercube et le n-simplexe, un des trois seuls polytopes existant sous forme régulière dans toute dimension n. Les polytopes réguliers sont en effet une infinité en dimension 2 (voir polygone régulier), 5 en dimension 3 (voir solide de Platon), 6 en dimension 4, et après ils ne sont plus que 3, comme Ludwig Schläfli l'a démontré.
Le symbole de Schläfli d'un n-octaèdre est de la forme {3, 3, 3, … , 3, 4} avec n – 1 chiffres.
Les coordonnées des sommets d'un hyperoctaèdre centré à l'origine sont obtenues en permutant les coordonnées (±1, 0, 0, … , 0, 0).
| Hyperoctaèdre  | Carré | Octaèdre | Hexadécachore ou 16-cellules | 5-octaèdre |
| Dimension      | 2     | 3        | 4                            | 5          |
| Sommets        | 4     | 6        | 8                            | 10         |
| Représentation |       |          |                              |            |

### Hypervolume d'un hyperoctaèdre régulier
L'hypervolume d'un polytope est le contenu n-dimensionnel de ce polytope. Soit a son arête.
Pour construire un (n + 1)-octaèdre, on relie les 2n sommets d'un n-octaèdre à un nouveau point au-dessus et à un nouveau point au-dessous.
- Ainsi, un segment dont les extrémités sont reliées à un point au-dessus et à un point au-dessous donne un carré (on supposera que les points ont été placés de sorte à donner un hyperoctaèdre régulier).
- Un carré dont les sommets sont reliés à un point au-dessus et à un point au-dessous donne un octaèdre.
- Un octaèdre dont les sommets sont reliés à un point au-dessus et à un point en dessous (situés dans une autre dimension) donne bien un hexadécachore.

L'hyperoctaèdre est donc une double hyperpyramide (à base hyperoctaédrique de dimension inférieure). Étant régulier dans le cas étudié, ses sommets sont tous sur une n-sphère circonscrite. Cette n-sphère circonscrite est également celle de ses faces hyperoctaédriques de dimensions inférieures, car tous les sommets de l'hyperoctaèdre régulier sont dessus. Le rayon du centre de cette n-sphère aux sommets est donc le même pour toute dimension n : {\displaystyle R_{n}={\frac {a{\sqrt {2}}}{2}}}.
L'hypervolume est celui de deux hyper-pyramides de hauteur {\displaystyle R_{n}}. On en déduit donc que l'hypervolume (le n-contenu) d'un n-octaèdre régulier d'arête a vaut :
{\displaystyle V_{n}={\frac {V_{n-1}\times R_{n}}{n}}\times 2={\frac {(a{\sqrt {2}})^{n}}{n!}}}.
Exemples :
- Aire du carré : {\displaystyle V_{2}={\frac {(a{\sqrt {2}})^{2}}{1\times 2}}=a^{2}}
- Volume de l'octaèdre régulier : {\displaystyle V_{3}={\frac {(a{\sqrt {2}})^{3}}{1\times 2\times 3}}={\frac {a^{3}{\sqrt {2}}}{3}}} ;
- Hypervolume de l'hexadécachore : {\displaystyle V_{4}={\frac {(a{\sqrt {2}})^{4}}{1\times 2\times 3\times 4}}={\frac {a^{4}}{6}}} ;

(On suppose dans cette formule que le seul n-octaèdre à ne pas avoir une longueur d'arête égale à a est le segment (1-octaèdre), qui a dans ce cas pour longueur {\displaystyle a{\sqrt {2}}} (diagonale d'un carré) pour donner bien un carré de côté a avec la méthode de construction donnée)